# Tomáš Okleštěk
Tomáš Okleštěk (ur. 21 lutego 1987 w Brnie) – czeski piłkarz występujący na pozycji ofensywnego pomocnika w czeskim klubie 1. SC Znojmo. Wychowanek FC Dosta Bystrc-Kníničky oraz 1. FC Brno. Były młodzieżowy reprezentant Czech.